# Сенді Бергер
Семюел Річард «Сенді» Бергер (англ. Samuel Richard "Sandy" Berger; нар. 28 жовтня 1945, Міллертон, Нью-Йорк — пом. 2 грудня 2015, Вашингтон) — радник президента США з національної безпеки у період другого президентства Білла Клінтона (1997–2001).
Народився в єврейській сім'ї. Бергер навчався у Корнелльському університеті, який він закінчив у 1967 році. У 1971 році він також закінчив Гарвардську школу права.
Бергер почав свою кар'єру як радник виборчої кампанії Джорджа Макговерна під час президентських виборів у 1972 році. З 1972 по 1977 — радник мера Нью-Йорка Джона Ліндсея і сенатора Гарольда Хьюза від штату Айова. З 1977 по 1980 він працював у Держдепартаменті США під час президентства Джиммі Картера. З 1980 по 1992 він працював адвокатом і лобіста юридичної фірми Hogan & Hartson. У 1992 році Бергер був головним радником виборчої кампанії Білла Клінтона під час президентських виборів у 1992 році. З 1993 по 2001 рік він працював заступником радника президента США з національної безпеки.